# Ealing Studios
Ealing Studios — старейшая киностудия Великобритании, расположена в лондонском пригороде Илинг, действует с 1931 года (хотя первые киносъёмки на территории, занимаемой студией, прошли в 1896 году). В 1930-е годы носила название Associated Talking Pictures.
С 1938 г. у руля студии стоял сэр Майкл Бэлкон, дед знаменитого актёра Дэниела Дэй-Льюиса.
Во время Второй мировой войны студия выпустила несколько значимых документальных лент на военную тему, в 1945 году — сборник короткометражных ужастиков «Глубокой ночью», который признан классикой жанра. С 1947 по 1956 гг. специализировалась на съёмках чёрных комедий, многие из которых вошли в золотой фонд британского кино: «Шум и крик» (1947), «Добрые сердца и короны» (1949), «Виски в изобилии» (1949), «Банда с Лавендер-Хилл» (1951), «Человек в белом костюме» (1951), «Замочить старушку» (1955) и др. В этих лентах снимались одни и те же актёры — такие, как Алек Гиннесс и Стэнли Холлоуэй. 
Фирменным знаком студии стало сотрудничество режиссёра Бэзила Дирдена со сценаристом Майклом Рельфом. Среди их работ: историческая драма «Сарабанда для мёртвых любовников» (1948), криминальный фильм «Голубая лампа» (1950), социальный детектив  «Жертва» (1961), приключенческий фильм «Бюро убийств» (1969).
В 1955 г. студию выкупила государственная корпорация «Би-Би-Си», после чего она была перепрофилирована на съёмки телесериалов. В 1995 г. контроль над ней перешёл к Национальной школе кино и телевидения. В разное время в Илинге снимались проекты, продолжающие традиции мрачного юмора классических илинговских комедий, — к примеру, «Летающий цирк Монти Пайтона» и «Зомби по имени Шон».